# Ritratto di Jacopo Dolfin
Il Ritratto di Jacopo Dolfin è un dipinto a olio su tela (105x91 cm) di Tiziano, databile al 1531 circa e conservato nella Los Angeles County Museum of Art.

## Storia e descrizione
Jacopo Dolfin fu un ambasciatore e politico della Repubblica di Venezia. In quest'opera, attribuita a Tiziano, è ritratto a mezza figura su uno sfondo scuro neutro, mentre regge una lettera che ne chiarisce l'identità. Il busto è ruotato di tre quarti verso destra, ma il volto guarda lo spettatore e le braccia amplificano lo spazio protendendosi sulla diagonale. Il grande cappotto, foderato di pelliccia, dà l'effetto del velluto con abile maestrìa e una pennellata ruvida, tipica dell'artista e della sua cerchia. Le linee delle spalle dirigono lo sguardo dello spettatore verso il  volto, che è anche la parte più in luce dell'intero dipinto.
L'effigiato è calvo e porta la barba lunga secondo la moda di quegli anni. La mano sinistra, che sporge sotto la pesante manica, ha al dito un anello, che ne certifica l'alto stato sociale.